# Gianni Ghidini
Gianni Ghidini (Golese, Parma, 21 de maig de 1930 - Baganzola, Parma, 20 de juny de 1995) va ser un ciclista italià, que fou professional entre 1953 i 1956. Durant la seva carrera esportiva destaca la medalla de plata que guanyà en la cursa en ruta per equips dels Jocs Olímpics de Hèlsinki de 1952, junt a Dino Bruni i Vincenzo Zucconelli.

## Palmarès
- 1949
  - 1r a la Coppa Collecchio
- 1951
  -  Campió del món en ruta amateur
- 1952
  -  Plata en la cursa en ruta per equips dels Jocs Olímpics de Hèlsinki
- 1953
  - Vencedor d'una etapa de la Volta a Bèlgica independent
- 1954
  - Vencedor d'una etapa del Giro de Sicília